# Rubus vernus
Rubus vernus är en rosväxtart som beskrevs av Wilhelm Olbers Focke. Rubus vernus ingår i släktet rubusar, och familjen rosväxter. Inga underarter finns listade i Catalogue of Life.

## Bildgalleri

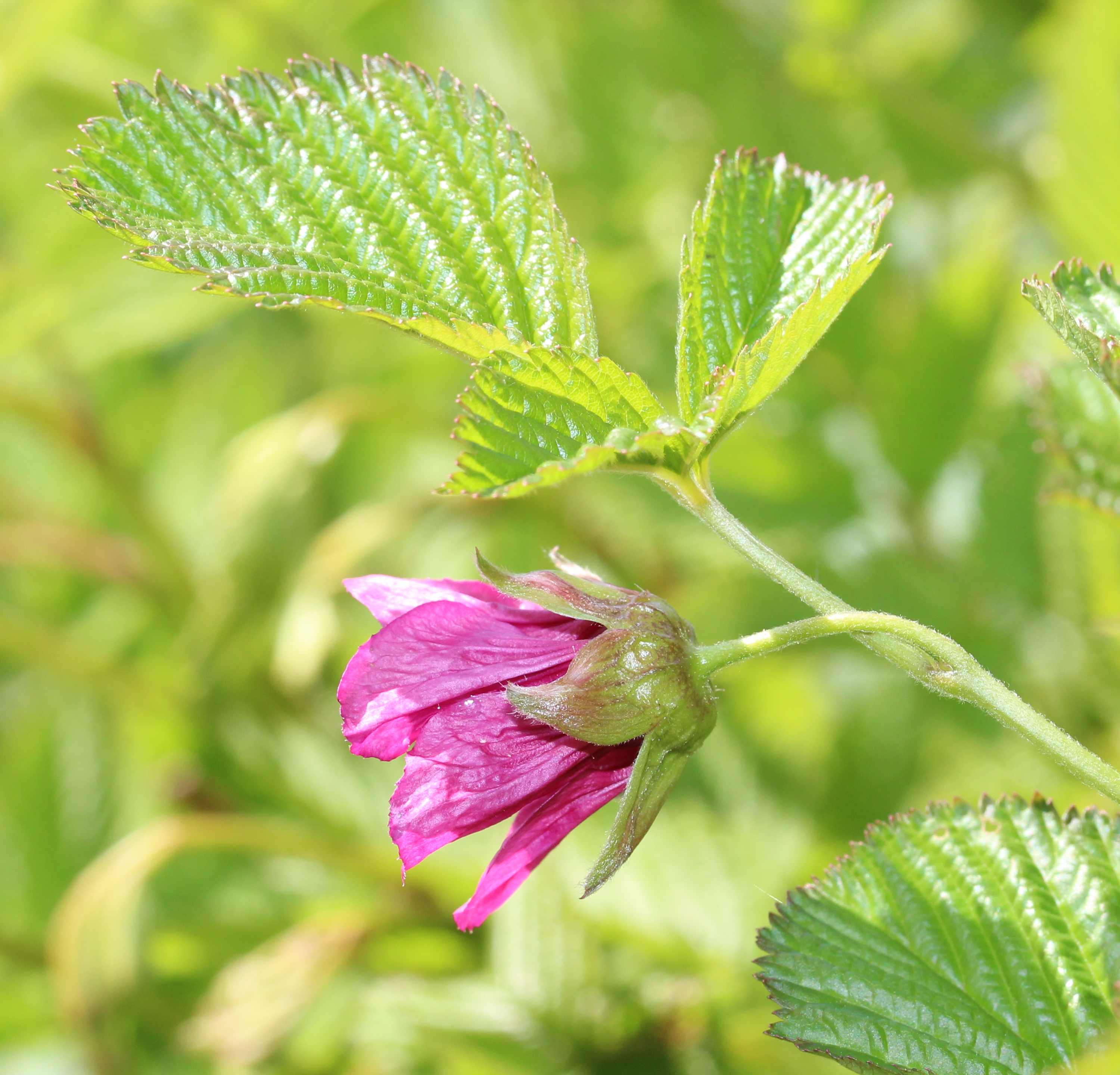
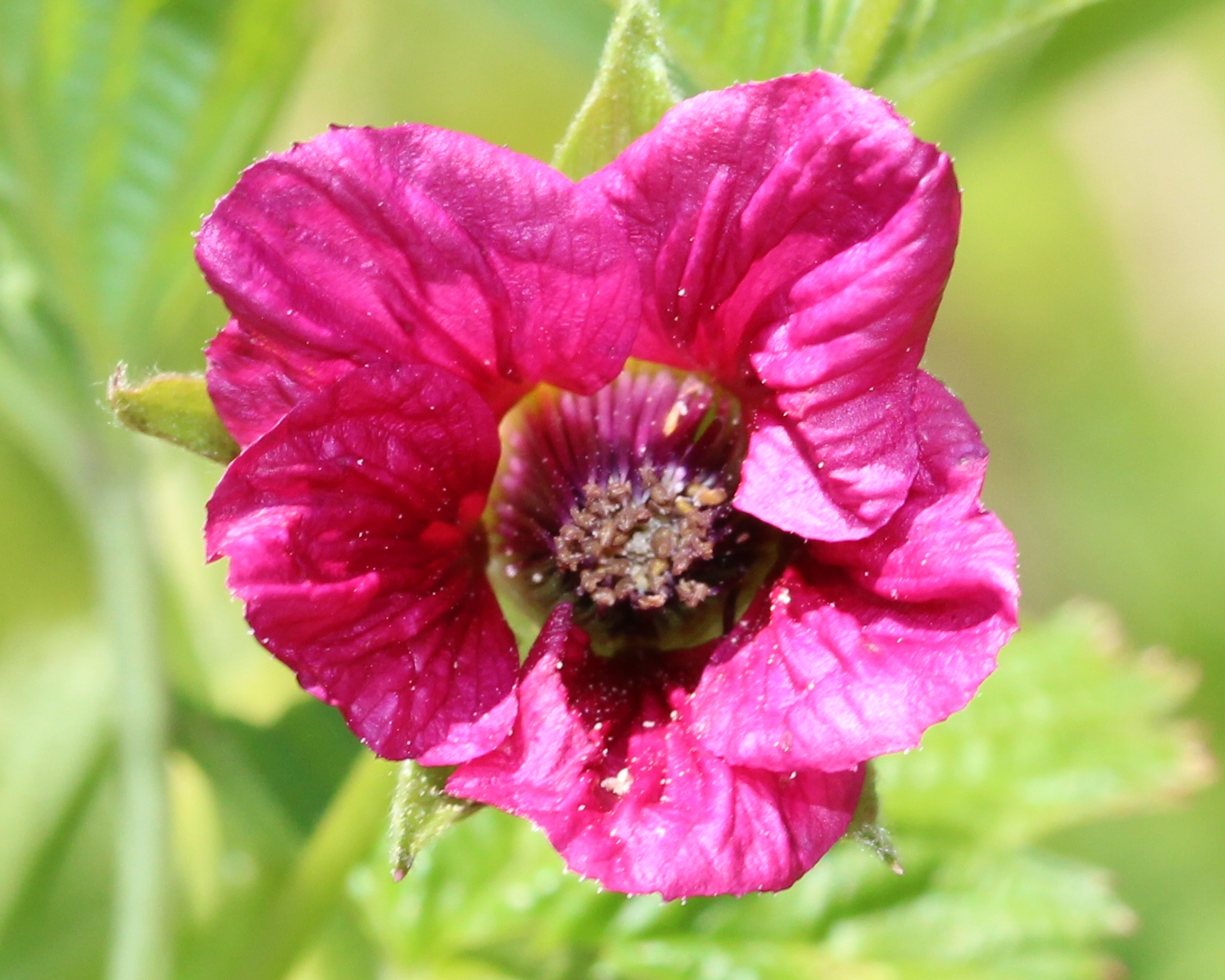
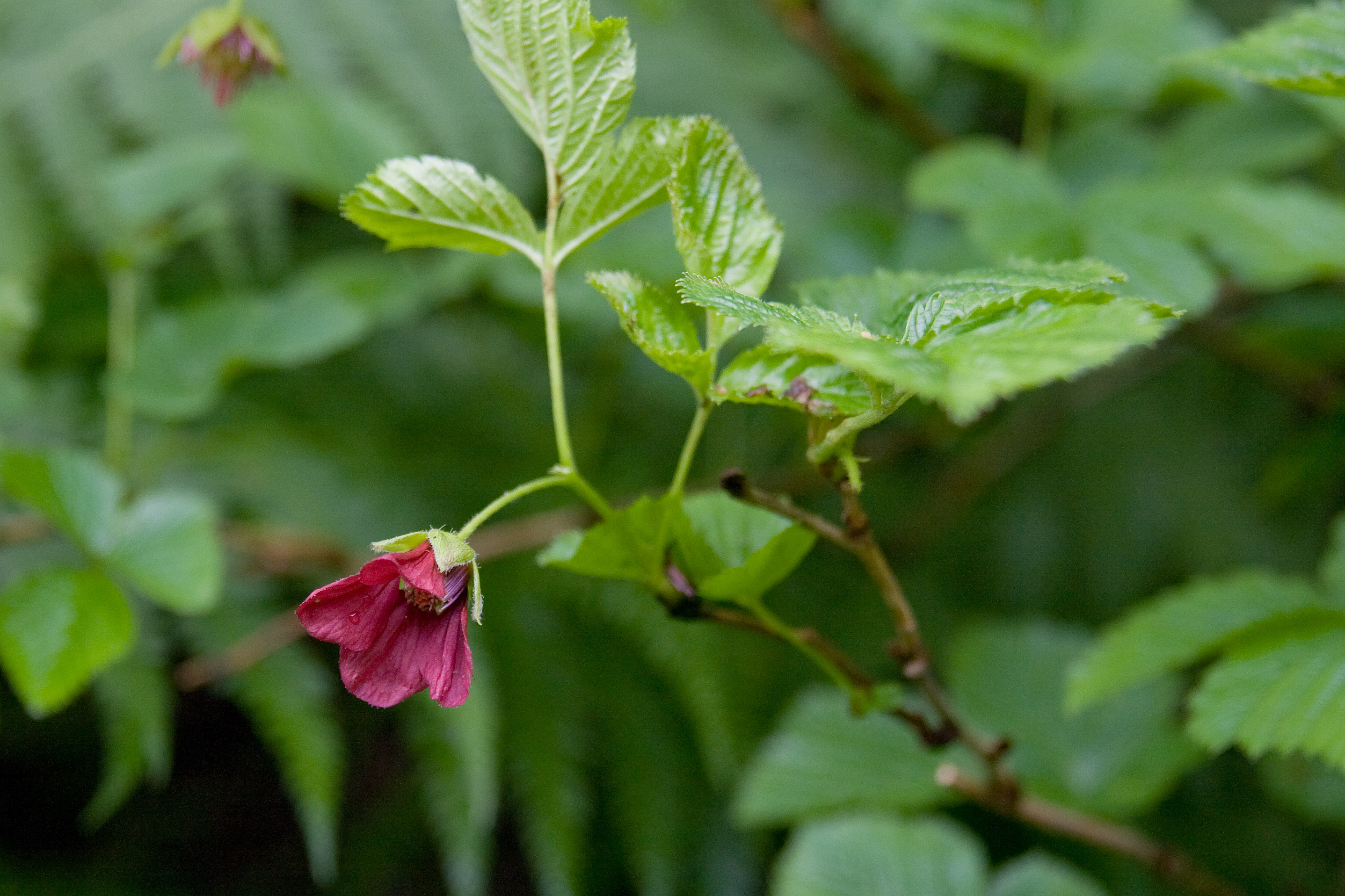
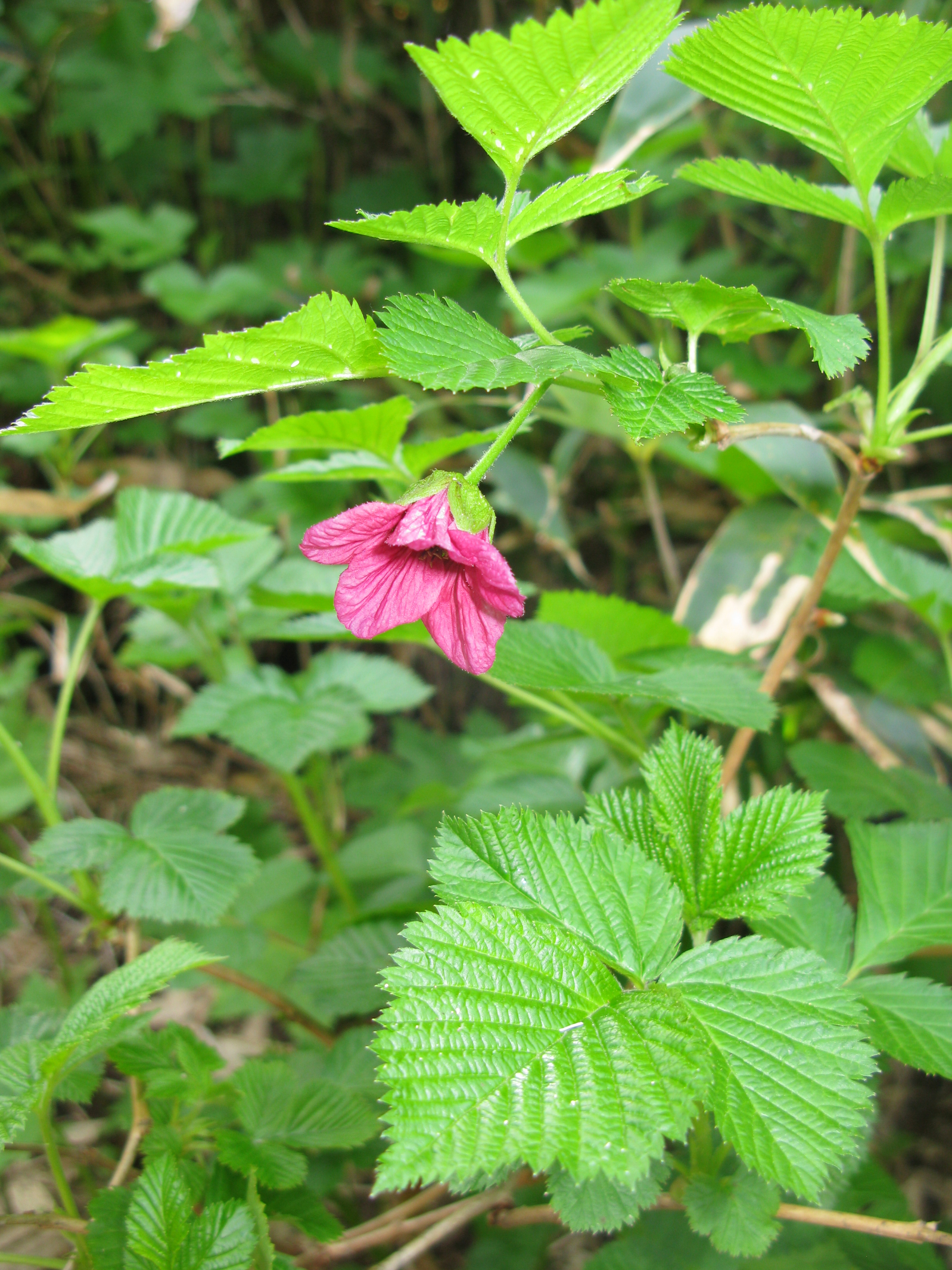
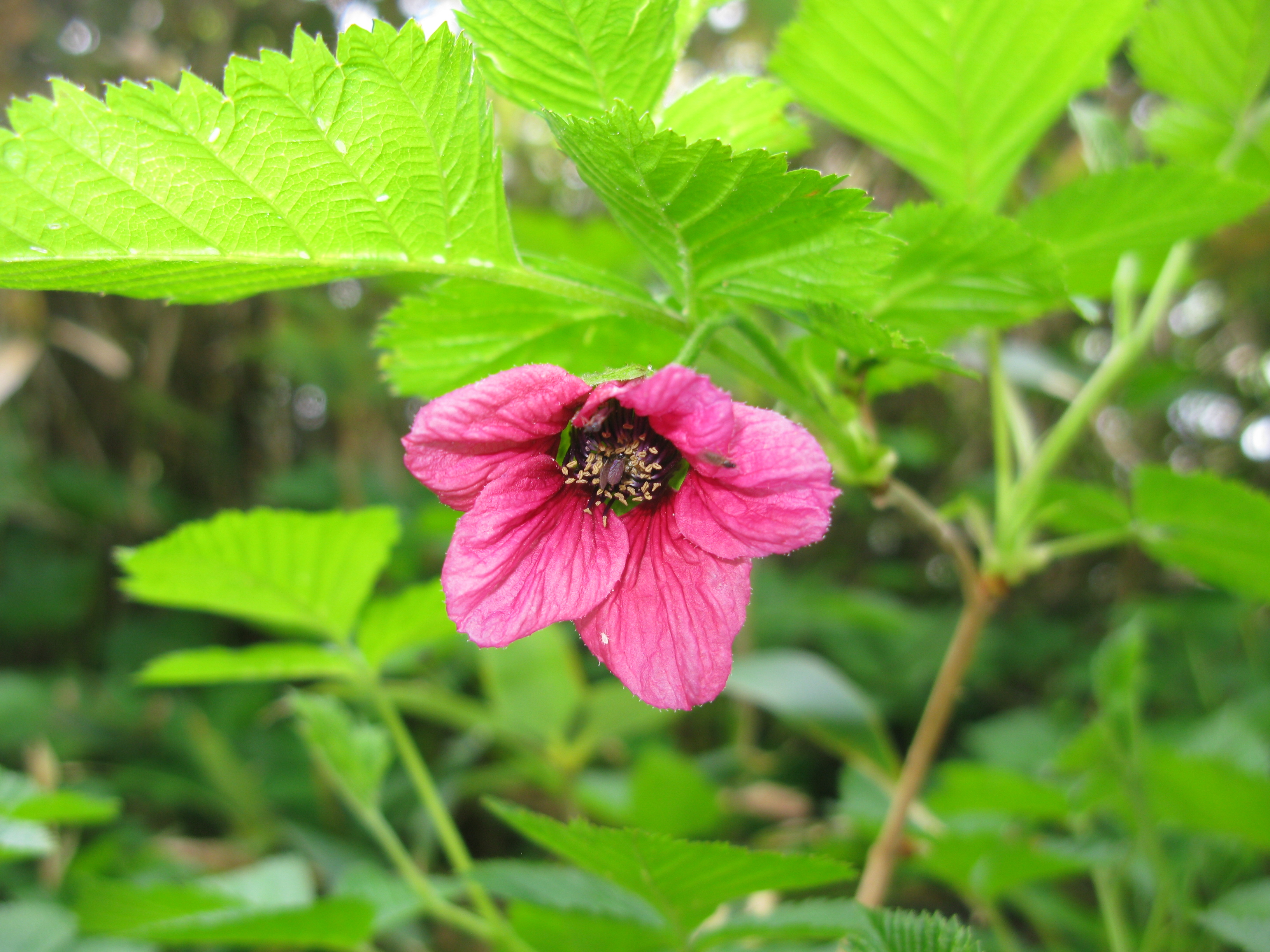
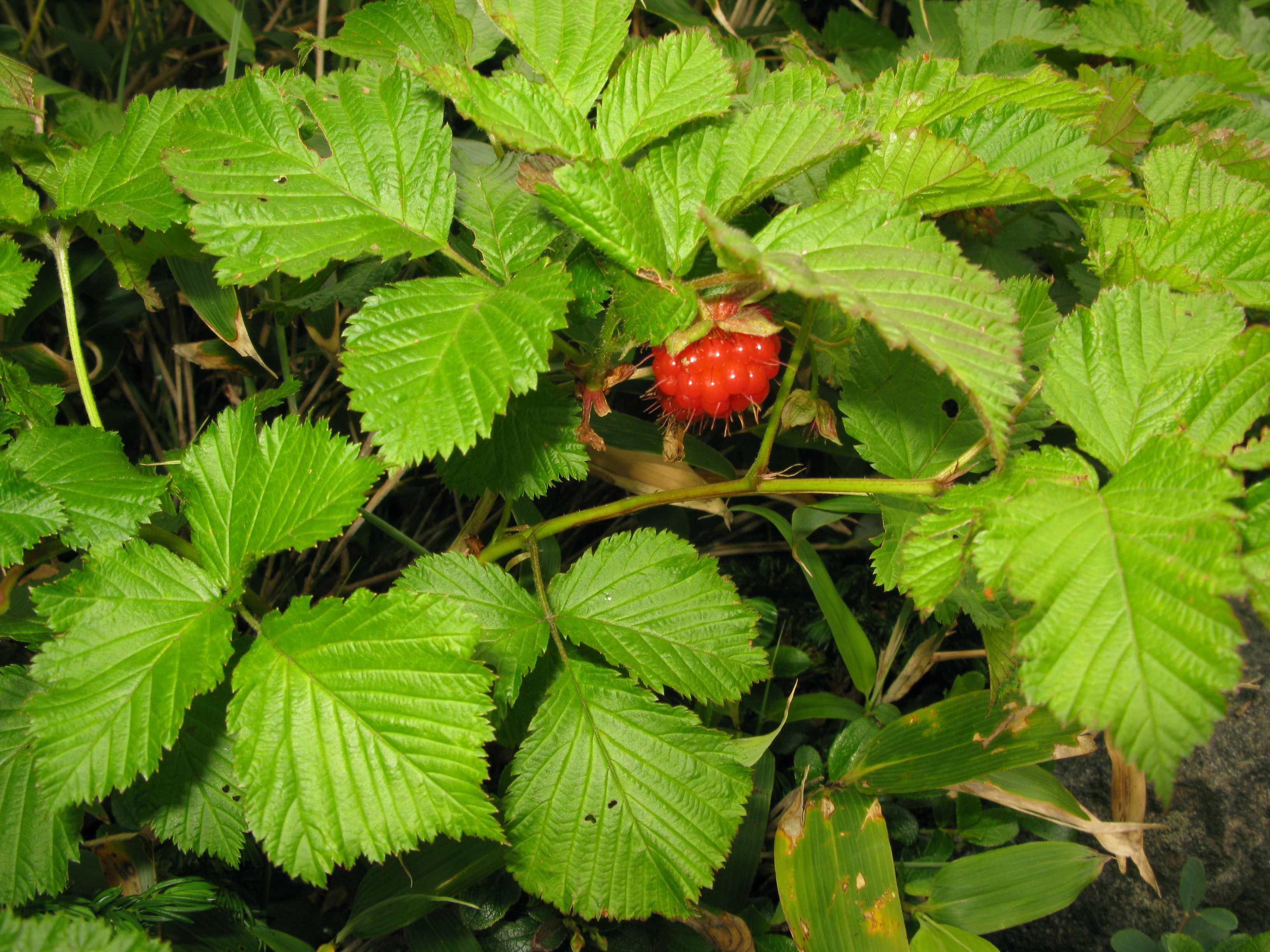